# MFSB
MFSB var en grupp med över trettio studiomusiker som var baserade i Philadelphias Sigma Sound Studios. De jobbade tätt med producentteamet Gamble och Huff, som grundade Philadelphia International Records, och producenten/arrangören Thom Bell. De var bakgrundsband på en lång rad artisters inspelningar, däribland Harold Melvin & the Blue Notes, the O'Jays, the Stylistics, the Spinners, Wilson Pickett och Billy Paul. De började också spela in egna skivor för Philadelphia International och blev betydelsefulla inom Philadelphia soul. 1974 släpptes "TSOP (The Sound of Philadelphia)" som blev deras första och största hit. Låten användes också som signaturmelodi till TV-programmet Soul Train lett av Don Cornelius.

## Diskografi
Album
- MFSB (1972)
- Love is the Message (1973)
- Universal Love (1975)
- Philadelphia Freedom (1975)
- Summertime (1976)
- MFSB: The Gamble & Huff Orchestra (1978)
- The End of Phase One (1978)
- Mysteries of the World (1980)

Singlar (urval)
- Family Affair / Lay in Low (1973)
- Freddie's Dead / Family Affair (1974)
- TSOP (The Sound of Philadelphia) / Something for Nothing (1974)
- Love Is the Message / My One and Only Love (1974) (MFSB med The Three Degrees)
- Let's Go Disco / MFSB (1975)
- Philadelphia Freedom / South Philly (1975)
- Sexy / Human Machine (1975)
- The Zip / My Mood (1975)
- T.L.C. (Tender Lovin' Care) / Love Has No Time or Place (1975)
- When Your Love Is Gone / Smile Happy (1975)
- Let's Go Disco / T.L.C. ( Tender Lovin' Care ) (1976)
- Picnic in the Park / I'm on Your Side (1976)
- Plenty Good Lovin' / We Got the Time (1976)
- Summertime and I'm Feelin' Mellow / Hot Summer Nights (1976)
- Dance With Me Tonight (1978)
- K-Jee / My Mood (1978)
- To Be in Love / Let's Party Down (1978)
- Use ta Be My Guy / Redwood Beach (1978)
- TSOP (The Sound of Philadelphia) / Love Is the Message (1979)
- Metamorphosis / Manhattan Skyline (1980)
- Mysteries of the World / Manhattan Skyline (1980)